# Geograph Britain and Ireland
Geograph Britain and Ireland is een web-based project dat in maart 2005 is gestart en als doel heeft het creëren van een vrij toegankelijk archief van geografisch gerangschikte foto's in Groot-Brittannië en Ierland. De foto's in de collectie zijn uitgekozen om significante en typische elementen te illustreren die zich bevinden binnen één kilometer bij één kilometer in een vierkant van het British national grid reference system en het Irish grid reference system. Er zijn 330.184 dergelijke grid-vierkanten die ten minste bestaan uit land. Iedere pagina maakt gebruik van een Geo-microformaat.
Van alle delen van Groot-Brittannië en Ierland worden er "geographs" verzameld, met uitzondering van de Kanaaleilanden. De Kanaaleilanden vallen buiten het British national grid reference system, maar kunnen wel in beeld worden gebracht door gebruik te maken van het rastersysteem volgens de universele transversale mercatorprojectie (UTM).
Het project wordt gesponsord door Ordnance Survey (de cartografische dienst voor Groot-Brittannië) en onttrekt aan de OS Landranger-kaarten op een schaal van 1:50.000 om de pagina's van het grid te illustreren.

## Bijdragen
Foto's kunnen door iedere geregistreerde gebruiker worden bijgedragen, hoewel de foto's geaccepteerd moeten worden door een panel van moderatoren voordat ze getoond worden op de website. De activiteit van het maken van foto's voor dit project wordt geographing genoemd. Alle foto's worden door de bijdragers onder de Creative Commons CC BY-SA 2.0 licentie toegevoegd.
Het volledige archief van foto's met RDF-metadata is te downloaden via BitTorrent.
Als stimulans om de dekkingsgraad te vergroten worden de deelnemers beloond met een punt elke keer dat zij een bijdrage leveren die als de eerste foto geclassificeerd wordt binnen een rastervierkant. Er is echter geen limiet aan het aantal afbeeldingen per vierkant en sommige vierkanten hebben meer dan 100 foto's.
Wekelijks wordt er in het forum-deel dat alleen voor leden toegankelijk is, foto's uitgekozen om deel te nemen aan de foto-van-het-jaar-verkiezing.
Sommige deelnemers combineren geographing met andere activiteiten zoals letterboxing, geocaching, trigpointing, benchmarking en peak bagging.

## Type afbeeldingen

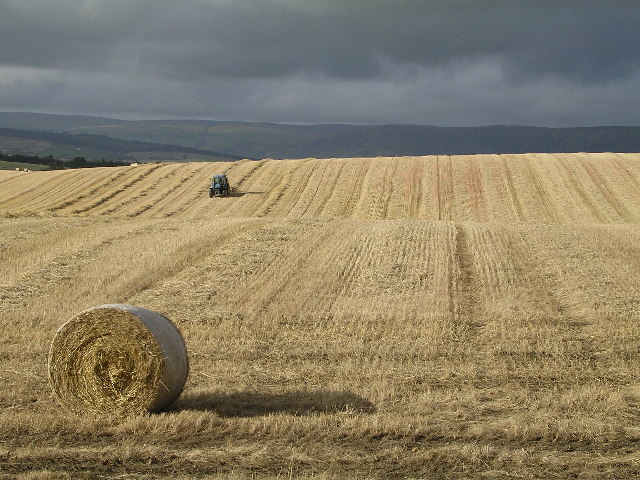
Typisch landelijke geograph-foto

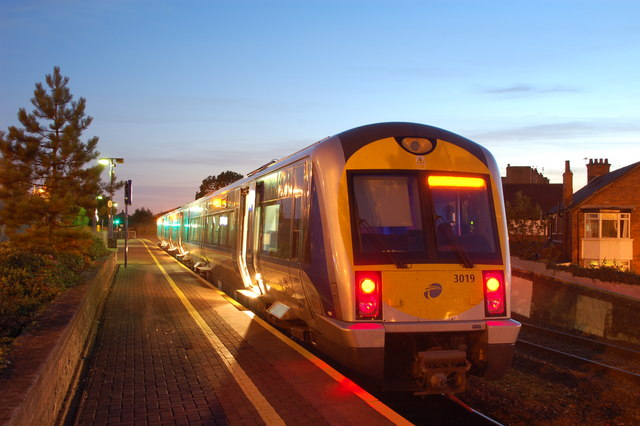
Typisch stedelijke geograph-foto

Geografische foto's worden door de moderatoren ingedeeld als:
- Geograph - een foto die goed dat vierkant illustreert of kenmerkend is voor de regio waarin zij is genomen.
- Aanvullend - een foto die nuttige informatie toevoegt over een vierkant, maar niet voldoet aan de eisen van een Geograph, dit zijn bijvoorbeeld close-ups, interieurfoto's, metro- en luchtopnamen, en foto's die van buiten het vierkant genomen zijn.
- Rejected - een foto die niet voldoet aan de eisen van het project; deze worden bewaard door het systeem, maar zijn niet zichtbaar voor anderen dan de eigenaar en de moderatoren.

Er is een speciale classificatie van een foto die bekendstaat als de "First Geograph" - de eerste foto die geüpload is van een bepaald raster en voldoet aan de eisen; deze status wordt automatisch toegewezen door het systeem en niet door moderators. Een nieuw puntensysteem waar de medewerkers een tweede, derde en vierde punt kunnen winnen is inmiddels ingevoerd. Net als bij het eerste punt-systeem kan een bijdrager een punt krijgen, afhankelijk van hoeveel andere geografen hebben bijgedragen in dat gridvierkant. Bijvoorbeeld een vierkant met één afbeelding heeft een tweede, derde en vierde punt voor het grijpen. Hetzelfde geldt als de eerste bijdrager 100 afbeeldingen heeft ingediend van dit vierkant. De datum waarop de foto genomen is maakt geen verschil voor het puntensysteem. Dus de volgende persoon die een tweede foto indient van een vierkant krijgt een tweede punt. De derde persoon krijgt een derde punt en zo verder. Dit systeem werd ingevoerd na reacties van leden, alsmede als behoefte om vierkanten te vullen met weinig afbeeldingen.
Sommige van de gemeenschappelijke thema's voor geografische foto's omvatten:
- Het fysieke landschap
- Menselijk landgebruik
- Bebouwde omgeving
- Sociale interactie
- Geologie
- Flora en fauna
- Lokale geschiedenis

## Statistieken

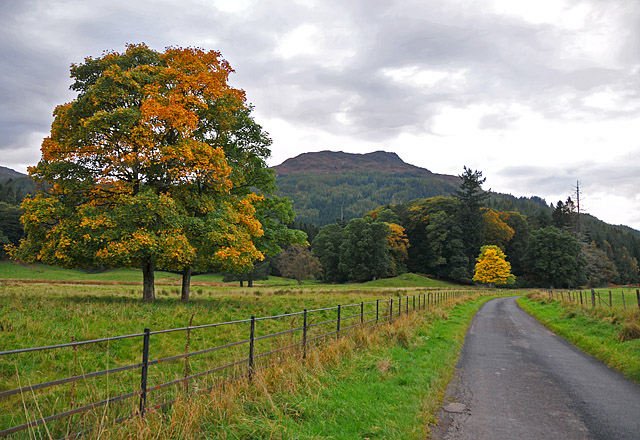
1.000.000e foto ingezonden, toont een lokale weg nabij Aberuchill

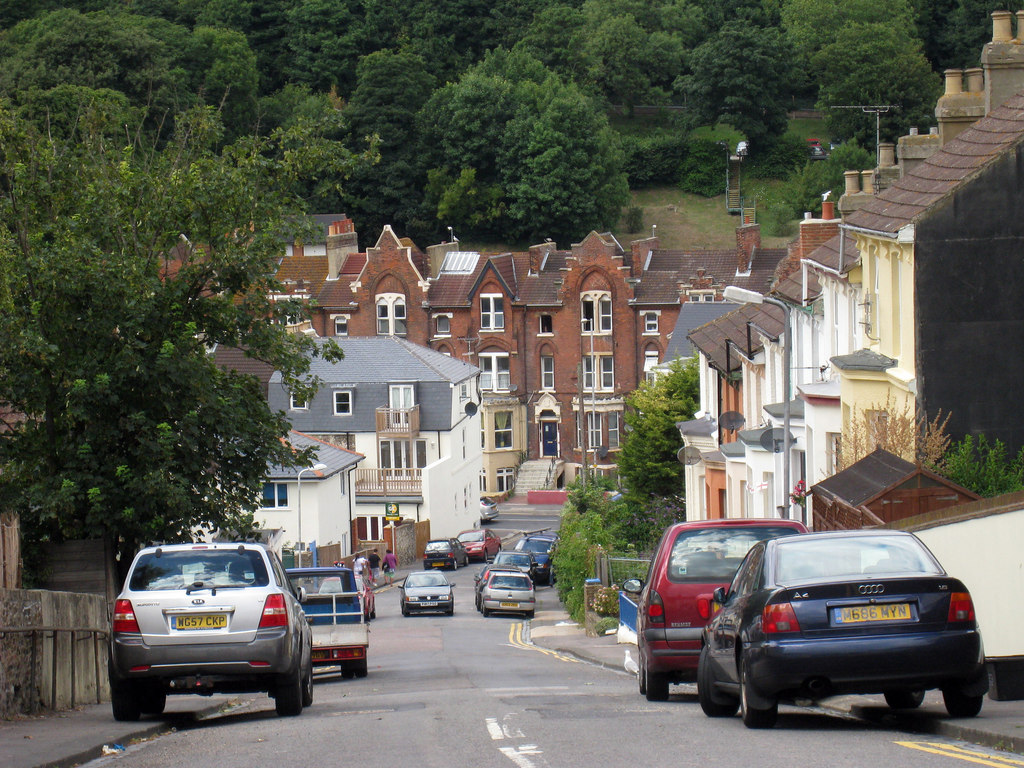
De 2.000.000e foto, Malvern Rise nabij Dover

Met ingang van augustus 2013 bevatte het project meer dan 3.500.000 bijgedragen foto's door meer dan 11.800 fotografen, die 96% van Groot-Brittannië en 38% van Ierland in beeld brachten. Gefotografeerde grid-vierkanten hadden gemiddeld 11,9 foto's.
Mijlpalen waren onder ander:
- 21 december 2005: 25% dekking van Groot-Brittannië
- 1 maart 2006: 25% dekking van de gehele Britse Eilanden
- 17 augustus 2006: 50% dekking van Groot-Brittannië
- 3 oktober 2006: 250.000 foto's
- 5 maart 2007: 50% dekking van de gehele Britse Eilanden
- 30 mei 2007: 10% dekking van Ierland
- 25 juni 2007: 75% dekking van Groot-Brittannië
- 25 juli 2007: 500.000 foto's
- 13 maart 2008: 66% dekking van de gehele Britse Eilanden
- 8 april 2008: 750.000 foto's
- 15 oktober 2008: 1.000.000 foto's
- 7 augustus 2010: 2.000.000 foto's
- 29 juni 2012: 3.000.000 foto's

## Bekroning
De website werd bekroond met de Yahoo (UK & Ierland) Travel Find of the Year 2006.

## Eerste Geograph-conferentie
Op woensdag 17 februari 2010 organiseerde Geograph haar eerste conferentie voor deelnemers aan het project. Ongeveer 80 deelnemers woonden de conferentie bij om het project te bespreken in zowel de plenaire vergadering als breakout-sessies. De gastheer van het evenement was de sponsor Ordnance Survey. De conferentie vond plaats op het hoofdkantoor van Ordnance Survey te Romsey in de buurt van Southampton. Over de conferentie werd geschreven in geografie gerelateerde media.

## Langetermijnarchivering
De website is geselecteerd voor de langetermijnwebarchivering door de British Library in hun UK Web Archief.

## Zusterprojecten
In 2009 werd zusterproject Geograph Deutschland gelanceerd om Duitsland in beeld te brengen. Geograph Ireland bestaat samen met Geograph British Isles maar kan mogelijk opgesplitst worden in een afgescheiden project. Geograph Channel Islands is opgezet om de Kanaaleilanden in beeld te brengen. Ook in andere landen zijn er plannen voor een Geograph-project, waaronder een in Nieuw-Zeeland.